# Zamek Murań

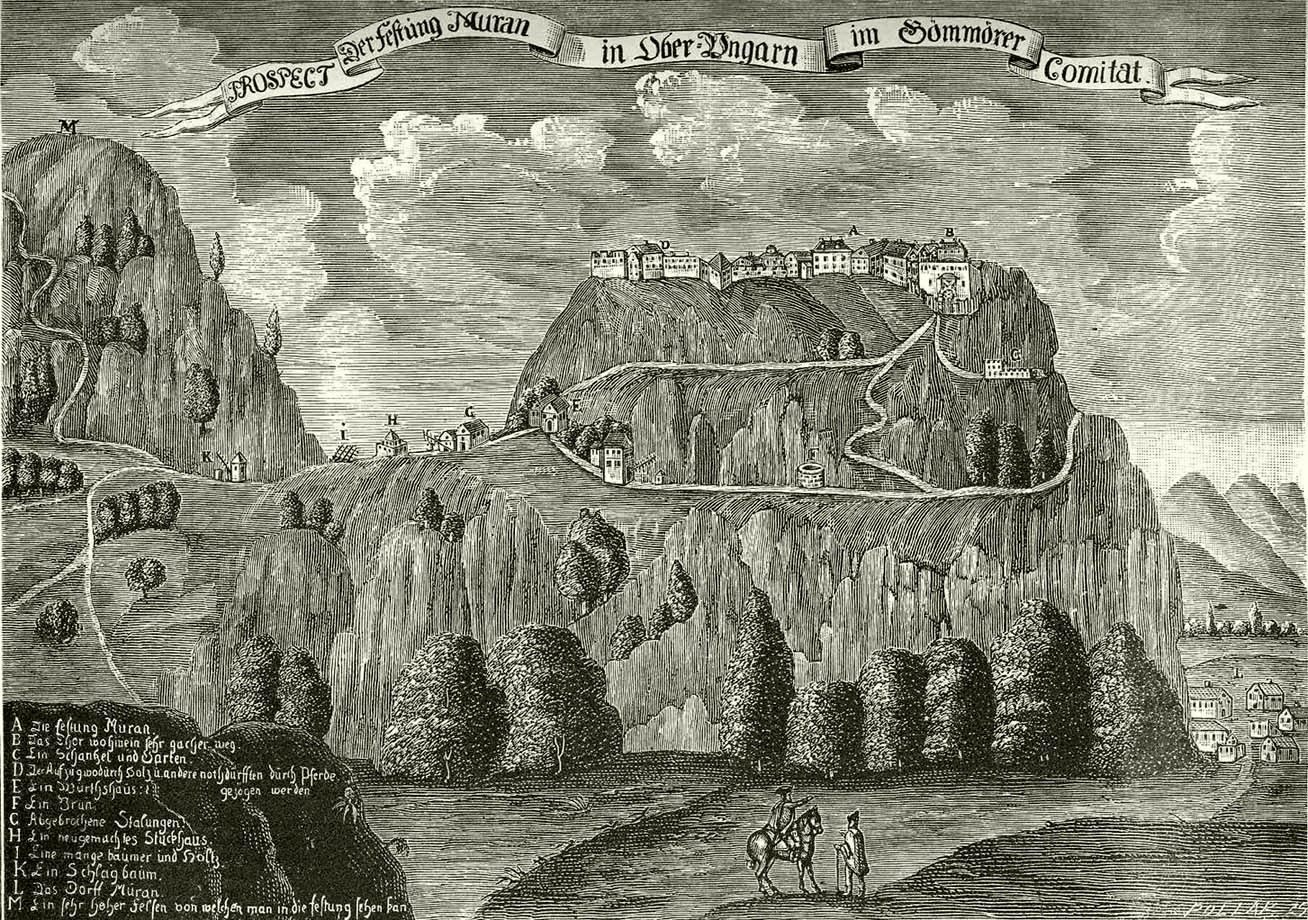
Zamek Murań w XVII w.

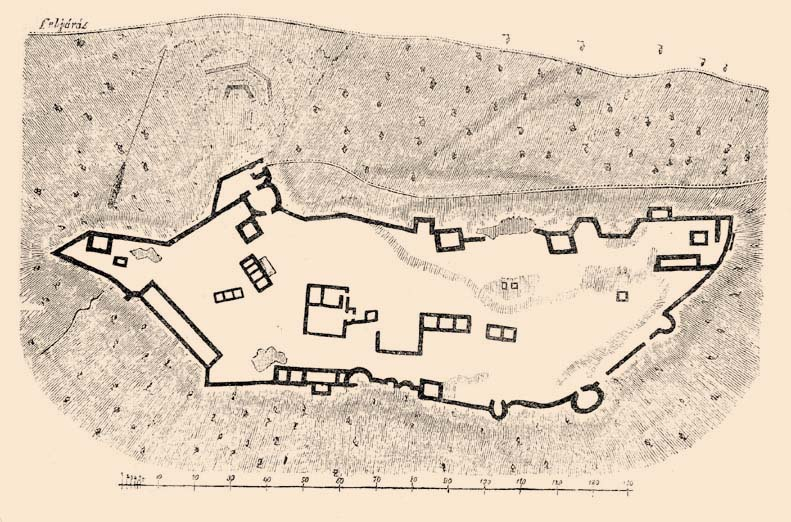
Plan ruin zamku (między 1909 a 1912)

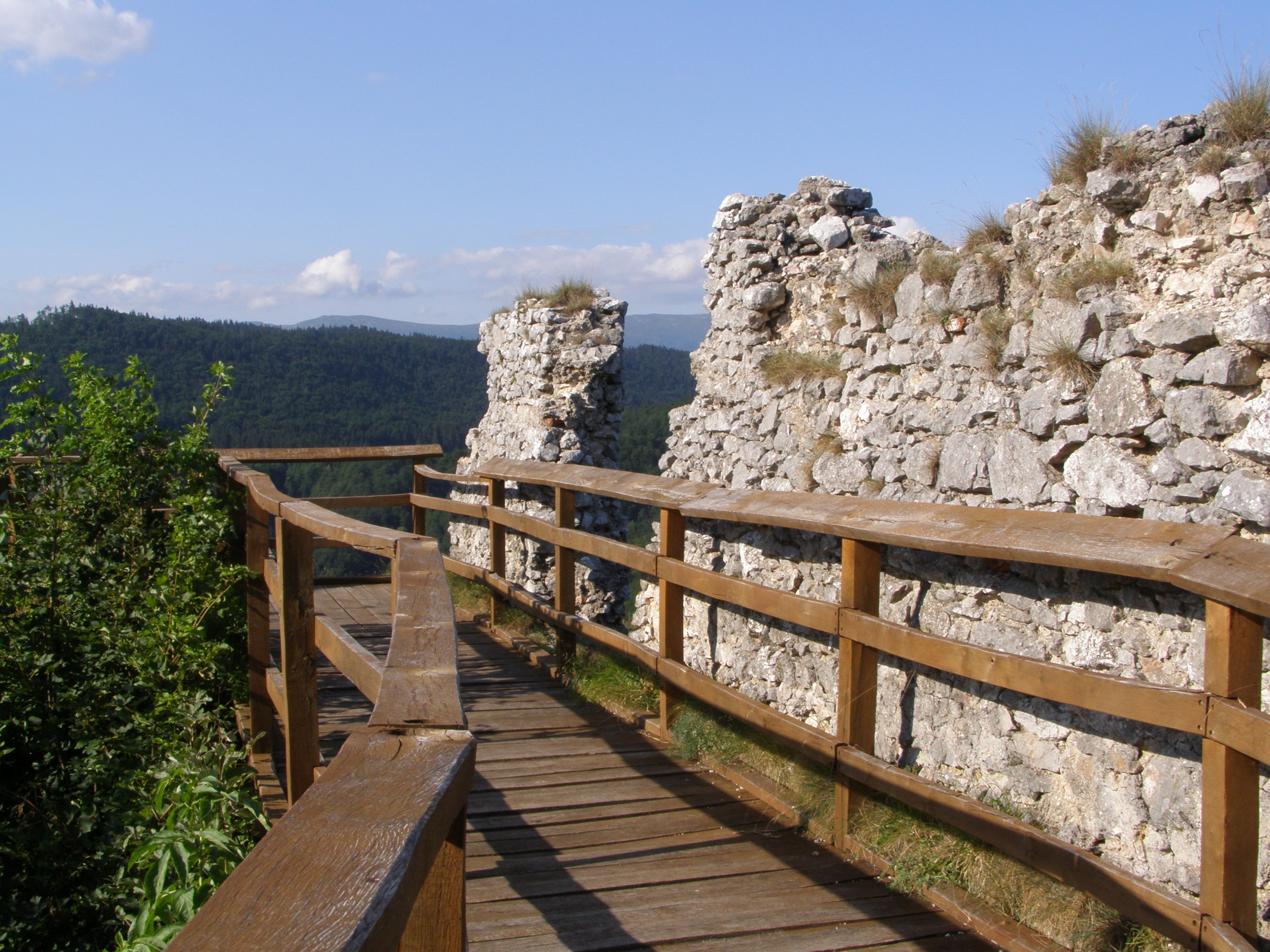
Podest widokowy na zamku

Zamek Murań (słow. Muránsky hrad) – zamek na Słowacji, w powiecie Revúca w kraju bańskobystrzyckim, górujący ok. 550 m nad wsią Murań. Obecnie w ruinie. Wzniesiony na wysokim skalistym szczycie Cigánka (935 m n.p.m.), wyznaczającym południowy skraj Krasu Murańskiego był jednym z najwyżej położonych i największych średniowiecznych zamków na terenie dzisiejszej Słowacji i najpotężniejszą warownią dawnego Gemeru: teren obejmowany przez zamkowe mury miał ok. 500 m długości i 150 m szerokości.

## Historia
Pierwszy murowany zamek powstał na skalnej ostrodze, zapewniającej wgląd daleko na południe, w głąb doliny rzeki Muráň, zapewne krótko po najeździe mongolskim z roku 1241. Pierwsza wzmianka o zamku, w której wspominany jest jako Castrum Movran, pochodzi z 1271, kiedy król węgierski Stefan V darował go komesowi Mikołajowi Gunicowi. Około roku 1430 zamek wrócił w ręce królewskie. W 1440 r. Elżbieta Luksemburska, wdowa po Albrechcie II Habsburgu, broniąc praw do tronu dopiero co urodzonego Władysława Pogrobowca, przekazała zamek w ręce swego kondotiera, Czecha Jana Jiskry, który znacznie go umocnił. Jego husyccy „bratrzykowie” bronili się w nim do 1462 r., kiedy to zamek przejął król Maciej Korwin.
Krótko przed końcem XV w. król Władysław II Jagiellończyk nadał zamek swemu palatynowi Stefanowi Zápolyi. Tuż przed śmiercią (zapewne w 1499 r.) nowy właściciel zamku, Zápolya (Zapolski), darował go Jerzemu Tornaly’emu. W 1528 r. po śmierci ojca właścicielem zamku został czteroletni Jan Tornaly. Opiekun prawny małoletniego dziedzica, Matej Bašo, wysłał chłopca do Polski, a sam wraz ze swoimi braćmi przejął zamek, czyniąc z niego gniazdo do rozbójniczej działalności, obejmującej cały Gemer. Dopiero w 1549 r., po długim oblężeniu zamku m.in. przez hiszpańskie oddziały zaciężne, z rąk raubritterów odbił graf Mikołaj II z Salmu.
W 1612 r. zamek wraz z feudalnym „państwem” Murań wykupił za 100 tys. złotych Tomasz Szèchy, główny żupan gemerski. Po nim zamkiem władał jego syn Jerzy, a po śmierci Jerzego w 1625 r. jeden z jego zięciów, Illésházy.
Najbardziej znaną postacią w dziejach zamku była Maria Szèchy, córka Jerzego. Piękna i inteligentna, nazywana „Murańską Wenus” (słow. „Muránska Venuša”), była początkowo wiernym sprzymierzeńcem cesarza Ferdynanda Habsburga. W 1644 r. zdobyła władzę nad zamkiem z rąk swego szwagra Illeshazy‘ego, który stał po stronie powstańców Jerzego Rakoczego, a następnie 6 sierpnia 1644 r. wyszła za mąż za Franciszka Wesselényi’ego, dowódcę twierdzy w Filakowie.
W latach 1663–1664 na dworze Wesselényi’ego na Muraniu przebywał poeta węgierskiego baroku István Gyöngyösi, który napisał tu epos Márssal társalkodó murányi Vénus, czyli Rozmawiającą z Marsem Wenus Murańską – oryginalną pieśń weselną, sławiącą jego protektorów (tj. F. Wesselényi’ego i Marię Szèchy) a jednocześnie zawierającą liczne wątki kronikarskie.
15 marca 1655 r. Wesselényi został palatynem Węgier, a w 1666 r. stanął na czele antyhabsburskiego sprzysiężenia magnatów węgierskich, tzw. „spisku Wesselényi’ego”. Po jego niespodziewanej śmierci „Murańska Wenus” jeszcze przez 4 lata broniła zamku, zdobytego ostatecznie przez wojska Karola V Lotaryńskiego w 1670 r.
Data ta wyznacza koniec „złotej ery“ zamku, który nigdy już nie miał właściciela, potrafiącego zadbać o jego budowle. W latach 1678 i 1683 zamek zajął dwukrotnie Emeryk Thököly, przywódca wielkiego antyhabsburskiego powstania kuruców. Po jego ostatecznym upadku w 1688 r. zamek objęli królewscy komisarze Christopher Breiner i Paul Medňanský. W 1702 wielki pożar zupełnie zniszczył zamek. Przez następnych kilka lat trwała jego odbudowa. W 1710 r. zamek objął Franciszek II Rakoczy, po czym podarował go swojemu generałowi Miklósovi Bercsényi’emu. W 1760 r. miał miejsce drugi wielki pożar zamku, po którym nie podjęto już jego odbudowy. Ostatnim jego mieszkańcem był w 1820 r. 84-letni emerytowany wojak.
W 1720 r. cesarz Karol VI Habsburg darował w nagrodę za wierną służbę „na wsze czasy” zamek wraz z przynależnymi włościami Stefanowi Koháry’emu. W 1816 r. ostatnia z rodu Kohárych, Maria Antonina de Csábrág, wyszła za mąż za Ferdynanda Jerzego, księcia Sasko-Coburg-Gotskiego. Cały majątek „państwa” Murań przeszedł w ręce książąt Coburg-Koháry. Coburgowie byli później właścicielami zamku aż do roku 1945.

## Dzieje budowy
Pierwsza znaczna przebudowa zamku nastąpiła w czasach, gdy władał nim Jan Jiskra (1430–1462). Obejmowała ona głównie podwyższenie i rozbudowę umocnień. Znacząca rozbudowa zamku miała miejsce w I ćwierci XVII w., gdy władał nim Tomasz Szèchy. Ok. 1620 r. powstał wówczas m.in. renesansowy „pałac Szèchy’ego” oraz ogrody zamkowe. Dalsza znaczna rozbudowa zamku w stylu wczesnobarokowym miała miejsce na początku II połowy XVII w. za Franciszka Wesselènyi’ego.

## Zwiedzanie
Ruiny zamku są swobodnie dostępne do zwiedzania. Do zamku prowadzą znakowane szlaki turystyczne z miejscowości Murań i Muránska Huta oraz z Wielkiej Łąki. Wszystkie one spotykają się w przełączce grzbietu na północny wschód od zamku. Szlak czerwony prowadzący z Murania nosi nazwę Cesta Márie Széchy. Wraz z niebieskimi znakami z Wielkiej Łąki wiedzie ścieżka dydaktyczna o nazwie Náučný chodník k Muránskemu hradu. Na terenie zamku znajduje się zadaszone miejsce odpoczynkowe z ławami. W kilku miejscach ruin wykonano drewniane, zabezpieczone poręczami podesty widokowe.